# Андрей Хърлев
Андрей Георгиев Хърлев е български общественик и революционер, деец на Вътрешната македоно-одринска революционна организация.

## Биография
Андрей Хърлев е роден в сярското село Горно Броди, тогава в Османската империя. Негов брат е революционера от ВМОРО Никола Хърлев. По професия е железар и през 1897 година Гоце Делчев го изпраща в бомболеярната в кюстендилското село Сабляр. По-късно Хърлев се завръща в родното село и е избран за ръководител на местния революционен комитет и за член на серския околийски революционен комитет. Арестуван е и е осъден на 101 години затвор през май 1903 година. Умира в Асеновград.
Според Борис Николов през есента на 1913 година във Валовищко действа войвода на ВМОРО на име Андрей Георгиев.